# Alexandre Strijenov
Alexandre Olegovitch Strijenov (Алекса́ндр Оле́гович Стриже́нов), né le 6 juin 1969 à Moscou est un acteur, producteur, scénariste et réalisateur russe.

## Biographie
Il naît dans la famille des acteurs Oleg Strijenov et Lioubov Strijenova (née Lifentsova). En 1990, il est diplômé de l'école-studio du théâtre d'art de Moscou (MKhAT) dans la classe d'Alexandre Kaliaguine. En 1989-1991, il travaille à l'école des pièces contemporaines de Moscou et en 1991, il est embauché comme acteur au théâtre Tchekhov. Il avait déjà commencé à jouer jeune adolescent en 1984 dans le film de Boris Dourov Leader, où il rencontre celle qui sera plus tard son épouse, Ekaterina Strijenova (née Tokman), et auparavant il était monté sur les planches du MKhAT dans des rôles enfantins et était dans des spectacles télévisés.
Il travaille à la télévision et présente en 1995 l'émission Cinématographe. De janvier 1997 à août 2005, il présente avec son épouse l'émission Dobroïe outro (Bonjour) sur ORT devenue Perviy Kanal,. Il participe au jury du festival  «Голосящий КиВиН». Du 21 mars 2016 au 17 juillet 2018, il dirige l'émission  «Звезда на „Звездe“» (Star sur Zvezda) en duo avec Leonid Iakoubovitch.
Depuis le 7 novembre 2019, il présente Les légendes de la télévision sur la chaîne Zvezda.
Marié depuis 1987 avec Ekaterina Strijenova, ils ont deux filles.

## Filmographie

### Acteur
- 1976 — Уходя, оглянись… En partant, jette un coup d'œil (spectacle télévisé)
- 1982 — Несколько капель Quelques gouttes (spectacle télévisé)
- 1984 — Лидер Leader — Oleg Khoklov
- 1987 — Пощёчина, которой не было La Claque qui n'était pas là
- 1990 — Захочу — полюблю Je veux, j'aimerai — Volodia
- 1991 — Милый Эп Le Gentil Ep — Komsorg
- 1991 — Снайпер Le Sniper  — Timoteo
- 1992 — Ребёнок к ноябрю L'Enfant de novembre — le marin
- 1993 — Ка-ка-ду Cacatoès
- 1994 — Сотворение Адама La Création d'Adam — Oleg
- 1994 — Господа артисты Ces messieurs artistes — Ivan
- 2005 — Статский советник Le Conseiller d'État — le grand-duc Siméon Alexandrovitch
- 2007 — Любовь-морковь L'Amour-carotte — l'avocat Piotr Aristarkhov
- 2008 — Юленька Ioulenka — l'enquêteur Borine
- 2009 — Кошечка Le Petit Chat — Victor Komarovski
- 2009 — Моя безумная семья! Ma folle famille!  —  film publicitaire
- 2010 — Самка La Femelle — Vania — l'homme de neige
- 2012 — Соловей-Разбойник Rossignol-voleur — Senatorov, général de la police
- 2012 — Самоубийцы Suicides — le policier
- 2012 — Собачья работа Travail de chien  — Valery Samarski, oligarque
- 2013 — Кукушечка Le Coucou — Victor
- 2014 — Тайна четырёх принцесс Le Mystère des quatre princesses — le général
- 2016 — Пьяная фирма La Firme ivre — Vassili Apelsinov
- 2018 — Русский Бес Le Démon russe — père Grigori
- 2020 — Мёртвые души Les Âmes mortes — Alexis Ivanovitch

### Réalisateur
- 2002 — Упасть вверх Tomber en haut
- 2005 — От 180 и выше De 180 et plus
- 2007 — Любовь-морковь L'Amour-carotte
- 2009 — Юленька Ioulenka
- 2014 — Дедушка моей мечты Le Grand-père de mes rêves

### Scénariste
- 2005 — De 180 et plus
- 2007 — L'Amour-carotte

### Clips
- 2009 — Pour elle (Zara)

### Distinctions
- Prix national « Culture impériale » Volodine (2016), nomination : dramaturgie pour les émissions Les stars sur Zvezda et Dix photographies.